# Lepidagathis staurogynoides
Lepidagathis staurogynoides är en akantusväxtart som beskrevs av Spencer Le Marchant Moore. Lepidagathis staurogynoides ingår i släktet Lepidagathis och familjen akantusväxter. Inga underarter finns listade i Catalogue of Life.